# Inga endlicheri
Inga endlicheri là một loài thực vật có hoa trong họ Đậu. Loài này được (Kuntze) J.F.Macbr. miêu tả khoa học đầu tiên.